# Hôtel de ville de Lille

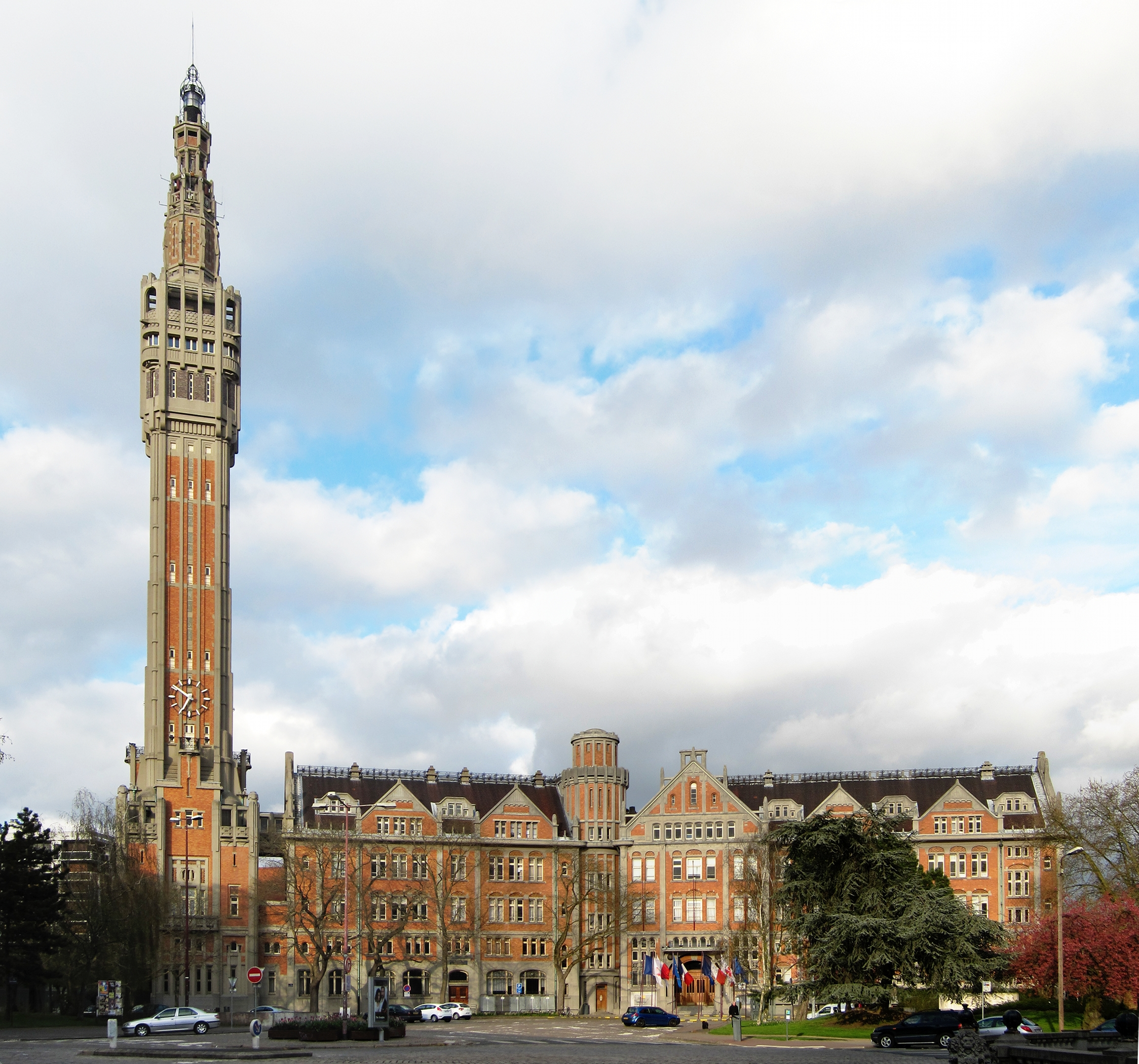
Câmara Municipal de Lille

Hôtel de ville de Lille (em português: Câmara Municipal de Lille ) é um edifício municipal em Lille, na França. É Património Mundial da UNESCO.